# San Holo
Sander van Dijck, noto con lo pseudonimo San Holo (Zoetermeer, 26 novembre 1990), è un disc jockey, musicista e produttore discografico olandese.

## Discografia

### Album in studio
- 2018 - Album1 (Bitbird)
- 2021 - BB U OK? (Bitbird, Counter Records, Liquid State)
- 2023 - Existential Dance Music (Helix Records)

### EP
- 2013 - Corellia
- 2013 - Demons
- 2014 - Cosmos
- 2015 - Victory
- 2016 - New Sky
- 2017 - The Trip
- 2018 - Create Create Create (come Casilofi)
- 2020 - Stay Vibrant

## Premi
- Edison Pop
  - 2019: "Best Dance Album"
- International Dance Music Awards
  - 2019: "Breakthrough Artist of the Year", "Best Electronic Album"